# Матеуш Кійовський

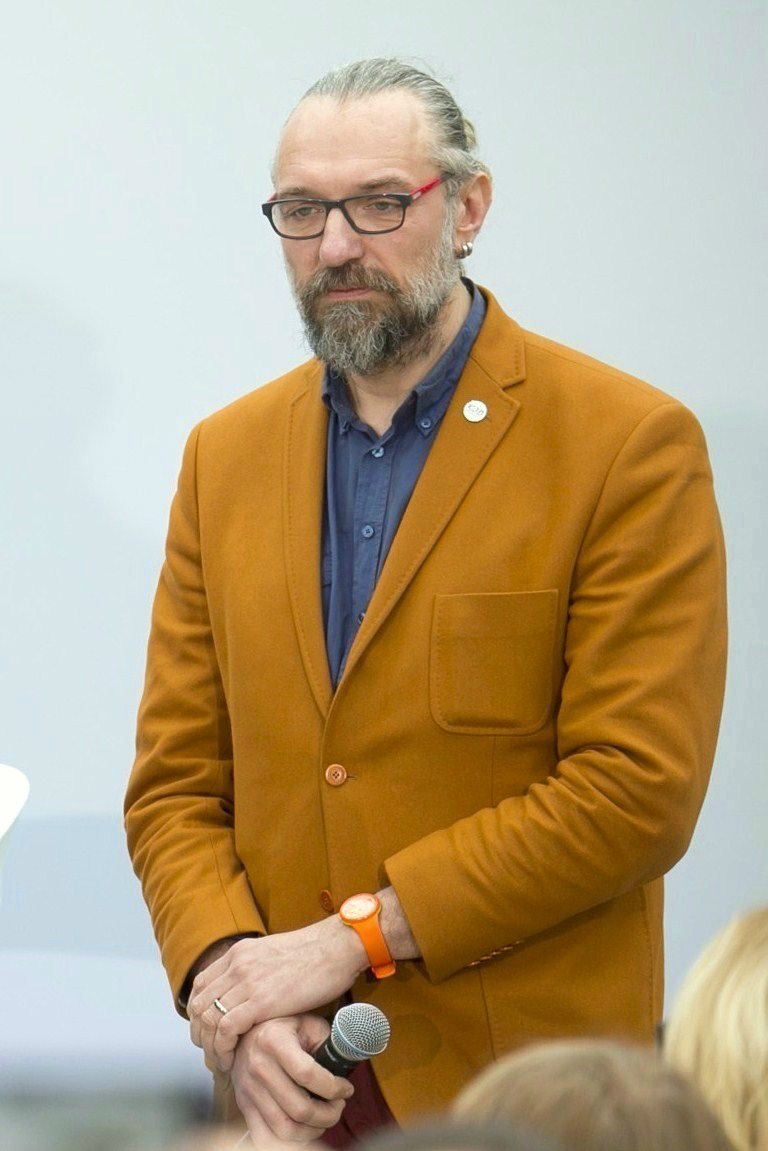
Матеуш Кійовський, 2016

Матеуш Кійовський (пол. Mateusz Kijowski, нар. 12 грудня 1968, Варшава) — польський інформатик, громадський діяч, журналіст і блогер.

## Життєпис
Матеуш Кійовський вивчав інформатику один семестр у Варшавському університеті, потім навчався протягом року в Інституті досліджень сім'ї в Університеті кардинала Стефана Вишинського у Варшаві. Після перерви у студіях почав вивчати журналістику, але незабаром покинув це і почав співпрацю з текстильною компанією, де він розробив спальні мішки і пуховики. Від 1991 року працював в інформаційному відділі часопису Gazeta Wyborcza, 1993 в Центрі комп'ютерної освіти, де навчав системних адміністраторів. 2000 року закінчив з дипломом свої наступні навчання в школі бізнесу при управлінні польського Відкритого університету.
Свою діяльність як громадський діяч почав в організації на місцевій парафії. Він також брав активну участь у русі розведених батьків. Був одним із засновників організації, яка боролася проти зґвалтування жінок.
Незадоволений політикою нового уряду партії Право і справедливість (PiS), відкрив на 20 листопада 2015 на Facebook групу під назвою «Komitet Obrony Demokracji» KOD (Комітет із захисту демократії), яка протягом трьох днів налічувала вже 30000 користувачів. 2 грудня 2015 відбулася у Варшаві зустріч членів-засновників цього руху. Був прийнятий статут і обрана Тимчасова рада. Кійовський був обраний членом Ради. Незабаром йому надійшли погрози і він отримав поліцейську охорону.
3 грудня 2015 члени відкрито з'явилися вперше з пікетом на підтримку Конституційного суду, перед загрозою з боку правлячої партії.
В організованих Комітетом мітингах, які відбулися 12 грудня 2015 у Варшаві і 19 грудня 2015 року в більше двадцяти містах у Польщі, тисячі громадян протестували проти політики уряду, проти присвоєння всіх важливих постів партійними чиновниками PiS.